# Саут-Хейвен (город, Миннесота)
Саут-Хейвен (англ. South Haven) — город в округе Райт, штат Миннесота, США. На площади 1,6 км² (1,6 км² — суша, водоёмов нет), согласно переписи 0 года, проживают 2000 человек. Плотность населения составляет 204 чел./км².
- Телефонный код города — 55382
- Почтовый индекс — W 94 12 56
- FIPS-код города — 320
- GNIS-идентификатор — 27-61402[1]